# Kopalnia Węgla Kamiennego Matylda
Kopalnia Węgla Kamiennego Matylda (niem. Mathilde) – kopalnia węgla kamiennego, która znajdowała się w Lipinach, działała od 1853 do 16 listopada 1974 roku.

## Historia
W 1823 roku właściciel dóbr świętochłowickich Józef Porębski  wykupił pole górnicze i nazwał je na cześć swojej żony Matyldy. Nadania górnicze przyznano 13 i 30 stycznia 1827 roku . Karol Łazarz Henckel von Donnersmarck wykupił od Porębskiego 119 kuksów w 1827 roku, 3 pozostałe kuksy odkupił Karol Godula w 1838 roku. Spółka Schlesische AG für Bergbau und Zink Hüttenbetrieb odkupiła od Donnersmarcka jego udziały w 1857 roku, resztę kuksów nabyła w 1874 roku . Eksploatacja została rozpoczęta w 1853 roku . W 1869 pogłębiono szyby kopalniane do 240 metrów. W latach 1860–1864 uruchomiono kopalnię Matylda Zachód. Spółka w 1875 roku zdecydowała o skonsolidowaniu następujących pól górniczych: Franz, Merkur, Quintoforo, Paris, König, Saul, Mathilde i Mathilde Erweiterung, z nich powstała kopalnia nazwana wówczas vereinigte Mathilde-Grube, której obszar górniczy miał powierzchnię 3 524 485 m² około 1926 roku. Eksploatowano również pola dzierżawione od kopalni Śląsk i Paulus-Hohenzollern. Kopalnia w 1913 roku wydobyła ponad 830 tysięcy ton węgla . Od 1921 roku należała do spółki Śląskie Kopalnie i Cynkownie z siedzibą w Katowicach . W 1932 roku w wyniku pogorszenia się koniunktury na węgiel zakończono eksploatację w Matyldzie Wschód i przystąpiono do likwidacji zakładu. Od 1945 do 1957 roku kopalnia była częścią Chorzowskiego Zjednoczenia Przemysłu Węglowego . Wydobycie w kopalni spadło, więc 1 stycznia 1967 roku połączono ją z chropaczowską kopalnią Śląsk pod nazwą Śląsk-Matylda . Wydobycie z rejonu dawnej kopalni Matylda zakończono 16 listopada 1974 roku.